# Endromopoda arundinator
Endromopoda arundinator là một loài tò vò trong họ Ichneumonidae.